# Antonov An-148
Antonov An-148 er et medium jetfly udviklet og produceret af den ukrainske flyproducent Antonov. Jomfruflyvningen fandt sted 17. december 2004. Det drives af to Progress D-436-motorer.